# Kix (groupe)
Pour les articles homonymes, voir Kix.
Kix est un groupe américain de hard rock et glam metal, originaire de Hagerstown, dans le Maryland. Le groupe a souvent changé de nom ; ils l'ont d'abord nommé Shooze ; ensuite changé en Generators, et quelque temps après, avec une formation légèrement modifiée en Kix. Ils entament leur carrière qu'avec des reprises, jusqu'au jour où ils signent avec Atlantic Records et sortent leur premier album studio, Kix, qui porte le même nom que le groupe.

## Historique

### Débuts (1977–1987)
Kix est formé par Ronnie Younkins, Brian Forsythe et Donnie Purnell en décembre 1977 à Hagerstown, dans le Maryland. À l'origine appelé Shooze, puis rebaptisé Generators, et finalement Kix, le groupe se popularise dans le Maryland et reprend des chansons de groupes comme AC/DC, Aerosmith, April Wine, Led Zeppelin, avant de signer au label Atlantic Records en 1981. Mené par le chanteur Steve Whiteman et le bassiste Donnie Purnell, le groupe s'entoure du batteur Jimmy Chalfant et des guitaristes Ronnie Younkins (surnommé 10/10) et Brian Jay Forsythe.
En 1981, ils publient leur premier album éponyme, Kix, qui comprend les chansons Atomic Bombs, Heartache, Contrary Mary, The Itch, et The Kid. Love at First Sight est souvent joué aux concerts. Kix Are for Kids mêle deux célèbres marques de céréales des années 1960 et 1970, Kix et Trix Rabbit. Yeah, Yeah, Yeah devient la chanson la plus jouée en concert. Pour faire la promotion de l'album, le quintette tourne dans la côte ouest. Leur deuxième album, Cool Kids,  est publié en 1983, et contient le single Body Talk.

### Succès (1988–1995)

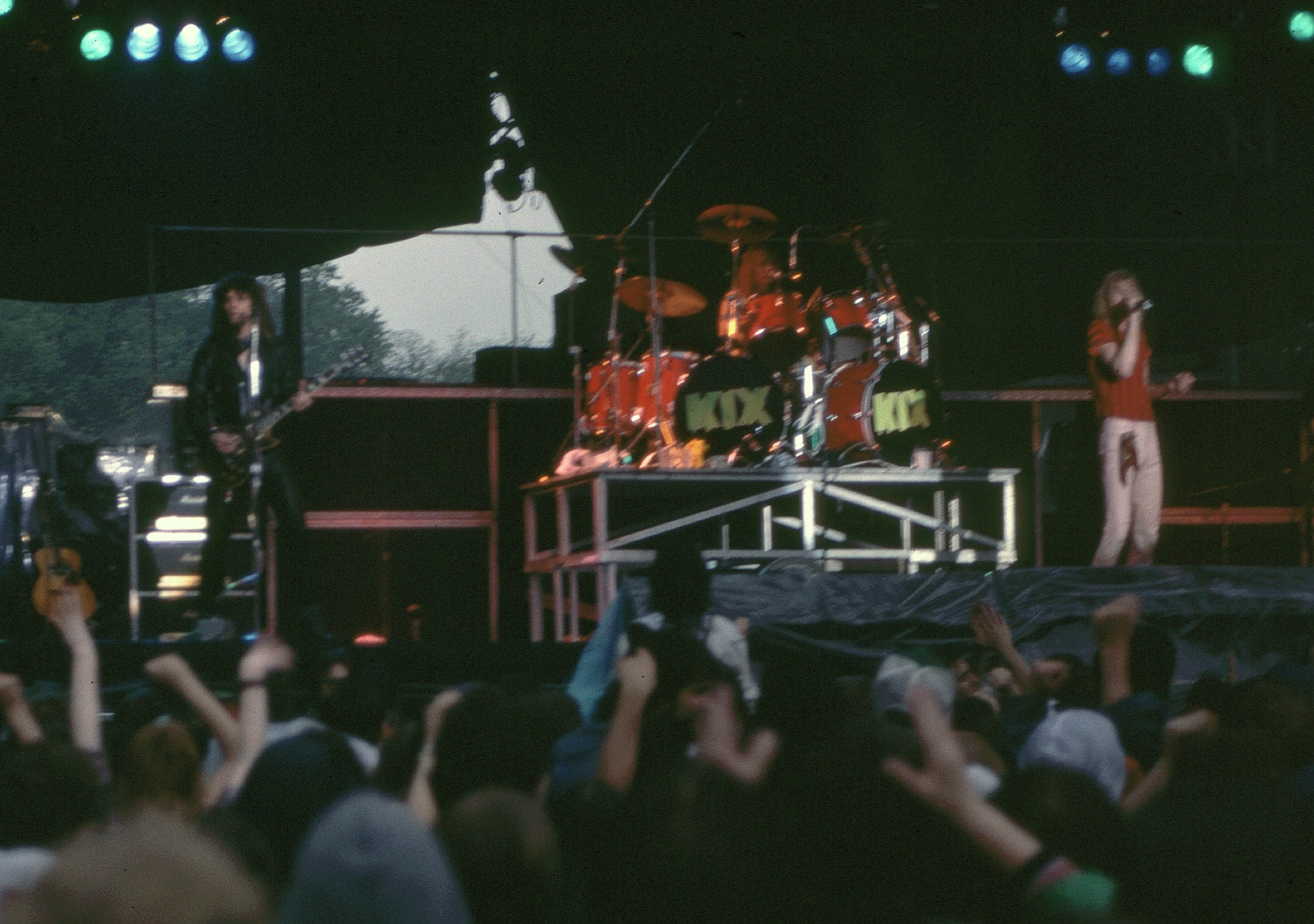
Kix en 1983.

En 1988, Kix retourne en studio pour enregistrer des chansons de Donnie Purnell. Plus tard la même année, ils publient Blow My Fuse, qui est finalement certifié disque de platine. La power ballad Don't Close Your Eyes atteint le top 40 du Billboard Hot 100. L'album contient les singles Cold Blood et Blow My Fuse, ainsi que des vidéos de leurs concerts au Hammerjack's. En 1989, le groupe publie Blow My Fuse: The Videos.
L'album Hot Wire est publié en 1991, avec le single Girl Money. En 1992, le guitariste Jimi K. Bones remplace Brian « Damage » Forsythe. En tournée en 1992, ils publient un album live intitulé Live à l'University of Maryland, College Park. Cet album, aussi surnommé Contractual Obligation Live, est publié en 1993. En 1994, Atlantic met un terme à son contrat avec le groupe. En 1995, le groupe publie un nouvel album, Show Business sur CMC International.

### Projets parallèles (1996–2002)
En 1996, Steve Whiteman forme un groupe appelé Funny Money en 1998. Brian « Damage » Forsythe s'associe avec l'ancien batteur des groupes White Sister et Tattoo Rodeo, Rich Wright, entre autres, pour former le groupe Deep Six Holiday. Ronnie « 10/10 » Younkins se relocalise à Baltimore, et forme le groupe de rock 'n' roll Jeremy and the Suicides. En 2001, le guitariste Brian « Damage » Forsythe se joint à Rhino Bucket. Jimmy « Chocolate » Chalfant se joint à Funny Money à la batterie en 2003. Ronnie « 10/10 » Younkins emménage à Los Angeles, puis écrit, enregistre, et publie l'album The Slimmer Twins: Lack of Luxury.

### Réunion (depuis 2003)
Kix se reforme à la fin de 2003. Kix tourne ensuite dès septembre 2004, la formation comprenant Steve Whiteman (chant), Ronnie « 10/10 » Younkins (guitare), Brian « Damage » Forsythe (guitars), Jimmy « Chocolate » Chalfant (batterie, chœurs), et le bassiste de Funny Money, Mark Schenker (basse) en place de Donnie Purnell.
Le 7 août 2012, Frontiers Records annonce avoir signé Kix ; le groupe publie un CD/DVD livze, intitulé Live in Baltimore, en septembre, suivi par un nouvel album studio en 2013. Le 16 avril 2014, le groupe est annoncé au label Loud and Proud Records, et prévoit un nouvel album pour le 22 juillet 2014, le premier album depuis 19 ans. Le 18 juin 2014, le septième album du groupe, Rock Your Face Off, annoncé le 5 août. Le 5 août 2014, Rock Your Face Off est publié au label Loud and Proud Records.

## Membres

### Membres actuels
- Steve Whiteman - chant principal, saxophone, harmonica, percussions, tambourin (1978-1995, depuis 2003)
- Ronnie Younkins - guitare rythmique, guitare solo, chœurs, talkbox (1978-1982, 1983-1995, depuis 2003)
- Brian Forsythe - guitare rythmique, guitare solo, synthétiseur (1978-1983, 1984-1995, depuis 2003)
- Jimmy Chalfant - batterie, percussions, chœurs (1979-1995, depuis 2003)
- Mark Schenker - basse, chœurs (depuis 2003)

### Anciens membres
- Donnie Purnell - basse, clavier, piano électrique, synthétiseur, chœurs (1978-1995)
- Brad Divens  - guitare rythmique, guitare solo, chœurs, talkbox (1982-1983)
- Donnie Spence -  batterie, percussions, chœurs (1978-1979)
- Pat DeMent - guitare rythmique, guitare solo (1995)
- Jimi K. Bones - guitare rythmique, guitare solo (1992)

## Discographie

### Albums studio
- 1981 : Kix
- 1983 : Cool Kids
- 1985 : Midnite Dynamite
- 1988 : Blow My Fuse
- 1991 : Hot Wire
- 1995 : Show Business
- 2004 : Thunderground
- 2014 : Rock Your Face Off

### Album live
- 1993 :  Live (Contractual Obligation Live)
- 2012 :  Live in baltimore

### Compilations
- 2002 : Kix: The Essentials

### Clips
- 1983 : Cool Kids
- 1983 : Body Talk
- 1985 : Midnite Dynamite
- 1985 : Cold Shower
- 1988 : Get It While It's Hot
- 1988 : Don't Close Your Eyes
- 1988 : Cold Blood
- 1988 : Blow My Fuse